# Saine
Ne doit pas être confondue avec les rivières Seine et Senne
La Saine est une rivière française qui coule dans le département du Jura dans la région Bourgogne-Franche-Comté. C'est un affluent gauche de l'Ain.

## Géographie

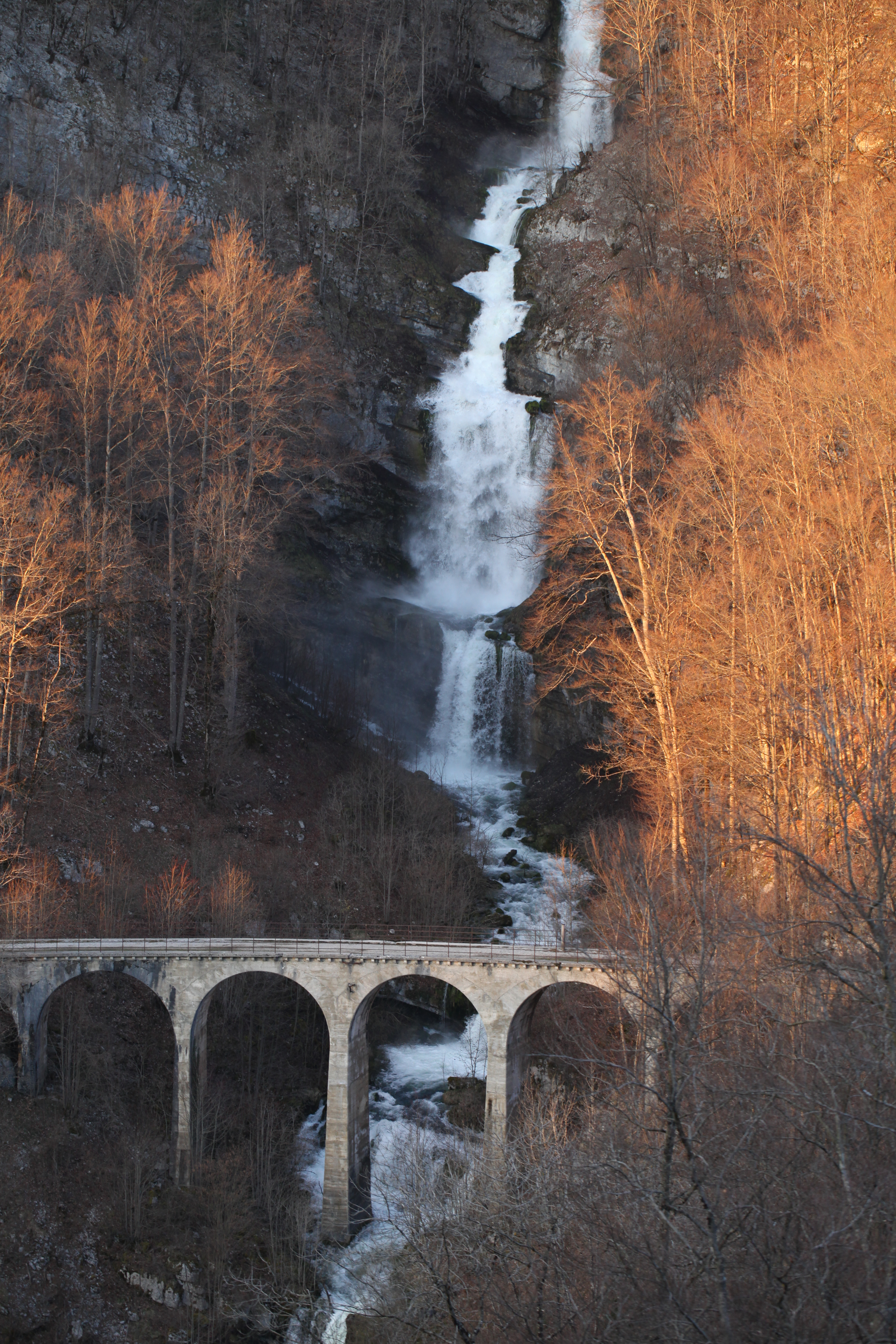
La cascade du Bief de la Ruine en avril 2015 : affluent droit de la Saine.

Longue de 19 km, la Saine naît dans une région verdoyante et peu peuplée, au sein de la petite localité de Foncine-le-Haut, au sein du parc naturel régional du Haut-Jura, à environ 892 m d'altitude.
Elle se dirige d'abord vers le sud-ouest puis, arrivée à Foncine-le-Bas, elle oblique vers le nord-ouest et entaille profondément le plateau calcaire en créant les gorges de Malvaux où elle reçoit un affluent rive droite, le Bief de la Ruine avec sa célèbre cascade. À proximité du village des Planches-en-Montagne, elle crée une faille spectaculaire d'environ 1 km de long, les gorges de la Langouette. Elle continue ensuite dans la même direction jusqu'à son confluent avec l'Ain au niveau de la localité de Syam, située à quatre kilomètres en amont de Champagnole, à 521 m d'altitude.

### Communes et cantons traversés
Dans le seul département du Jura, la Saine traverse cinq communes et deux cantons :
- de l'amont vers l'aval : Foncine-le-Haut (source), Foncine-le-Bas, Les Planches-en-Montagne, Chaux-des-Crotenay, Syam (confluence).

Soit en termes de cantons, la Saine prend source dans le canton des Planches-en-Montagne, et conflue dans le canton de Champagnole, le tout dans l'arrondissement de Lons-le-Saunier.

### Bassin versant
La Saine traverse quatre zones hydrographiques 'L'Ain de la Saine à l'Anguillon (zones V200 V201 exclues)' (V204), 'La Saine de la Lemme à l'Ain' (V203), 'La Saine de sa source à la Lemme' (V202), 'L'Ain de la Serpentine à la Saine' (V201) pour une superficie totale de 511 km2.

## Affluents
La Saine a six affluents référencés :
- le Bief Brideau (rg), 3,7 km sur les deux communes de Foncine-le-Haut et Chatelblanc.
- la Sainette (rg), 4,3 km sur les deux communes de Foncine-le-Bas et Foncine-le-Haut avec un affluent :
  - le Galavo (rg), 2,4 km sur la seule commune de Foncine-le-Bas avec un affluent :
    - le ruisseau du Lac (rg), 4,4 km sur les deux communes de Foncine-le-Bas et Lac-des-Rouges-Truites et qui prend source dans le lac des Rouges-Truites.
- le Ruisseau d'Entre Côtes (rd), 6,1 km sur les deux communes de Foncine-le-Haut et Les Planches-en-Montagne.
- La Senge (rg), 3,6 km sur les trois communes de Foncine-le-Bas, Fort-du-Plasne, et Les Planches-en-Montagne qui traverse le lac à la Dame, et prend source à la Fontaine Noire.
- le Ruisseau de Poutin (rd), 2 km sur la seule commune de Les Planches-en-Montagne.
- La Lemme (rg), 16,7 km sur neuf communes et avec sept affluents.

## Hydrologie
Le module de la Saine, au confluent de l'Ain vaut 8,5 m3/s pour un bassin versant de seulement 196 km2. La lame d'eau écoulée dans le bassin est de 1 360 millimètres par an, ce qui est très élevé, quatre fois supérieur à celle de la moyenne de la France, tous bassins confondus, et aussi supérieur à celle de la moyenne du bassin de l'Ain, déjà fort élevée (1 070 millimètres par an à Chazey-sur-Ain). Son débit spécifique ou Qsp se monte dès lors à un solide 43,4 litres par seconde et par kilomètre carré de bassin.

## Tourisme

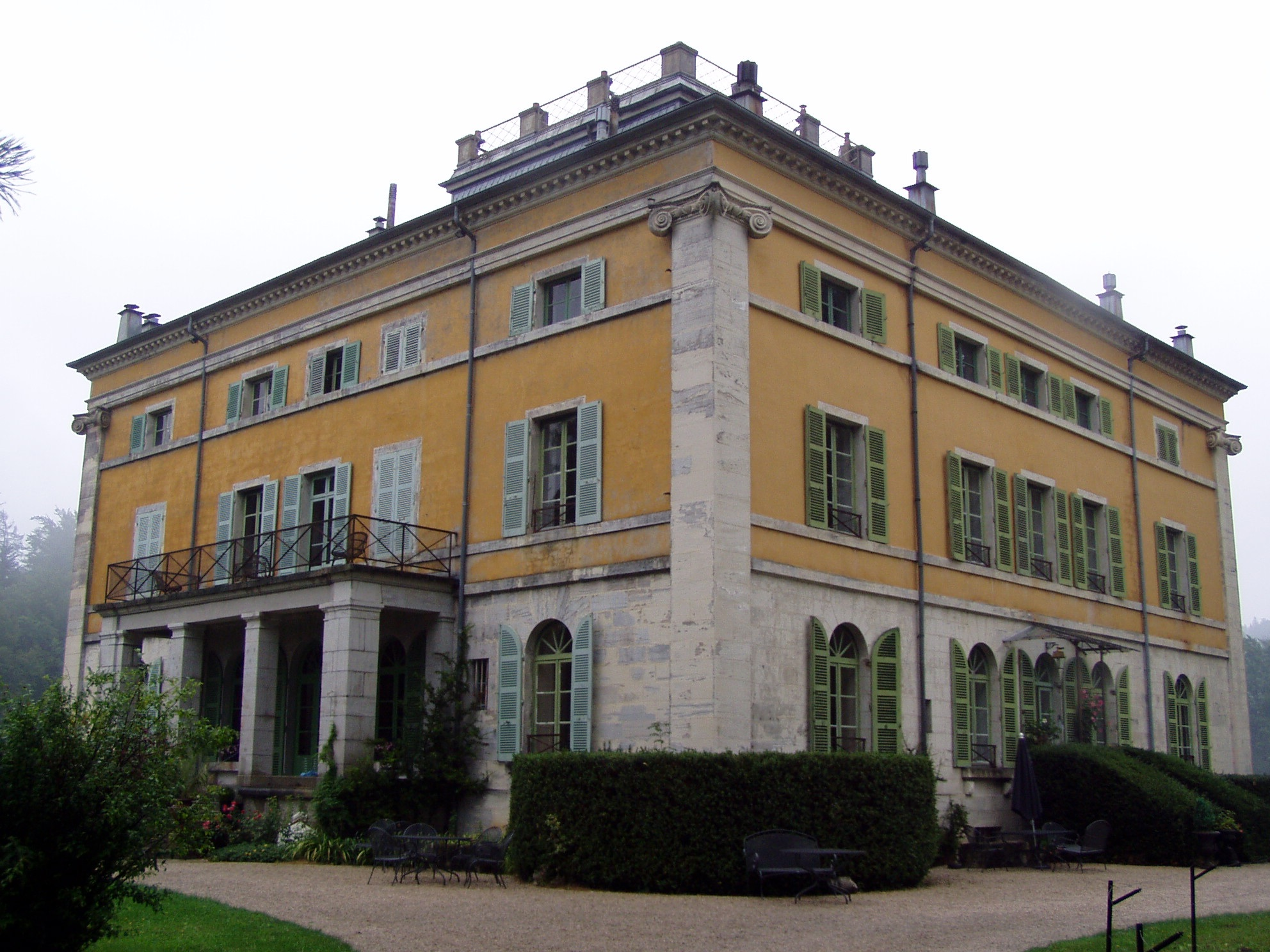
La villa palladienne de Syam.

Sur plus de 1 100 hectares, la haute vallée de la Saine est, depuis septembre 2011, un site classé au titre du code de l'environnement pour son caractère pittoresque,,.
Les points remarquables sont :
- les gorges de la Langouette, la forêt de la Haute Joux, la forêt du Mont Noir, les cascades.

## Pêche et écologie
La Saine est un cours d'eau de première catégorie et fait partie des AAPPMA la Langouette, la Sainette, et la Truite de Baume. On y trouve donc de nombreuses truites.
Plusieurs centrales électriques ont existé dans cette vallée.

## Galerie

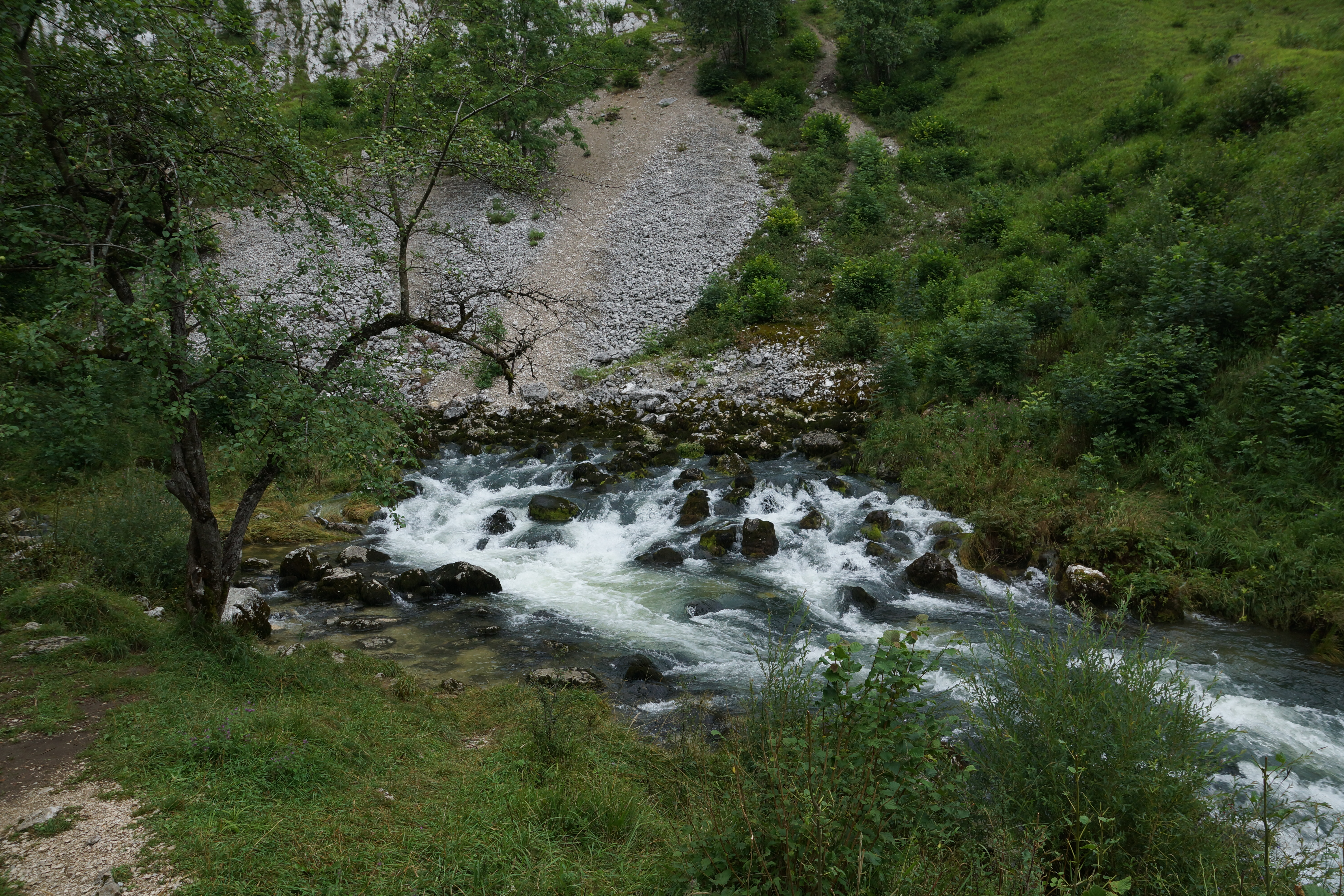
Source de la Saine à Foncine-le-Haut.
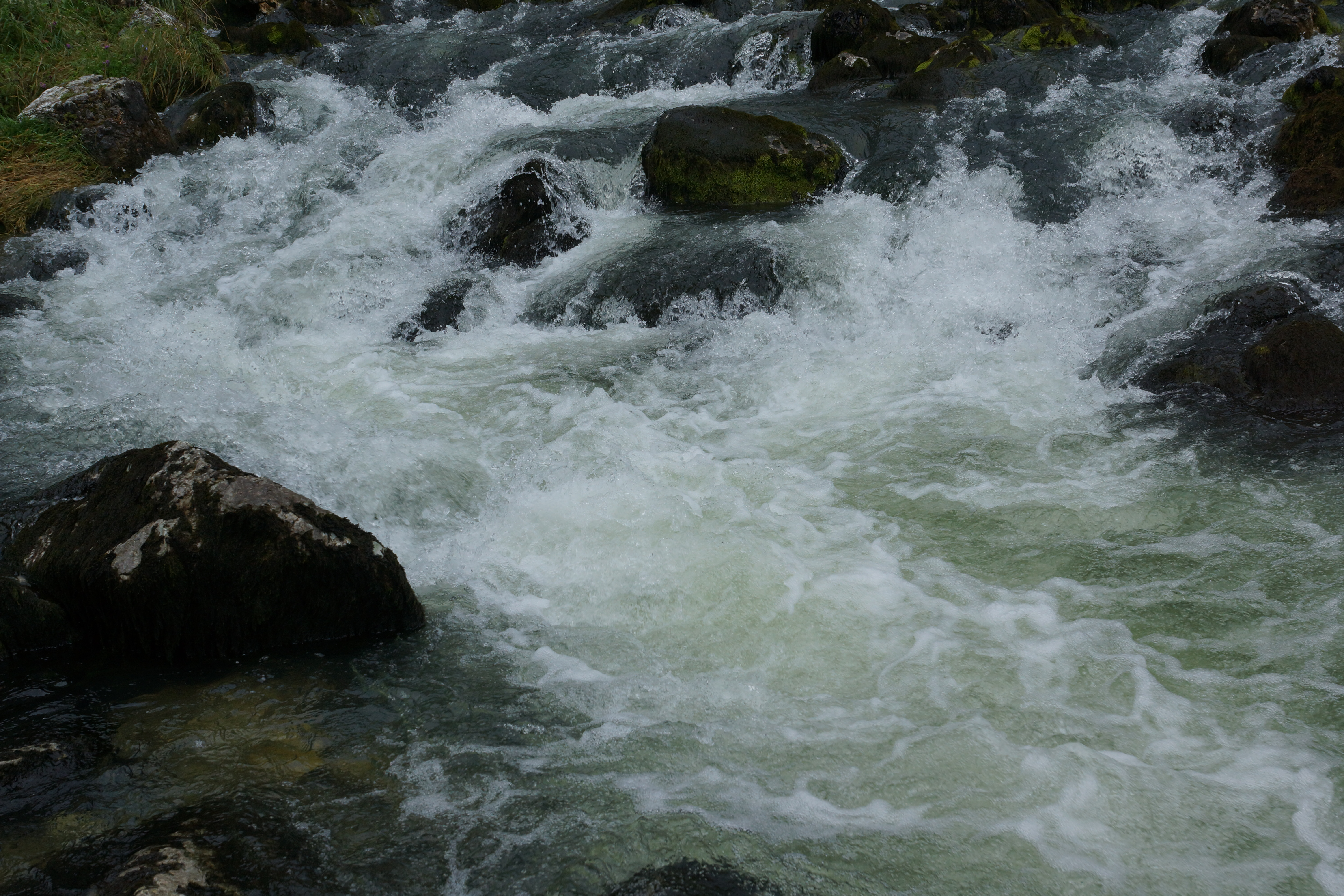
Source de la Saine, eaux tumultueuses.
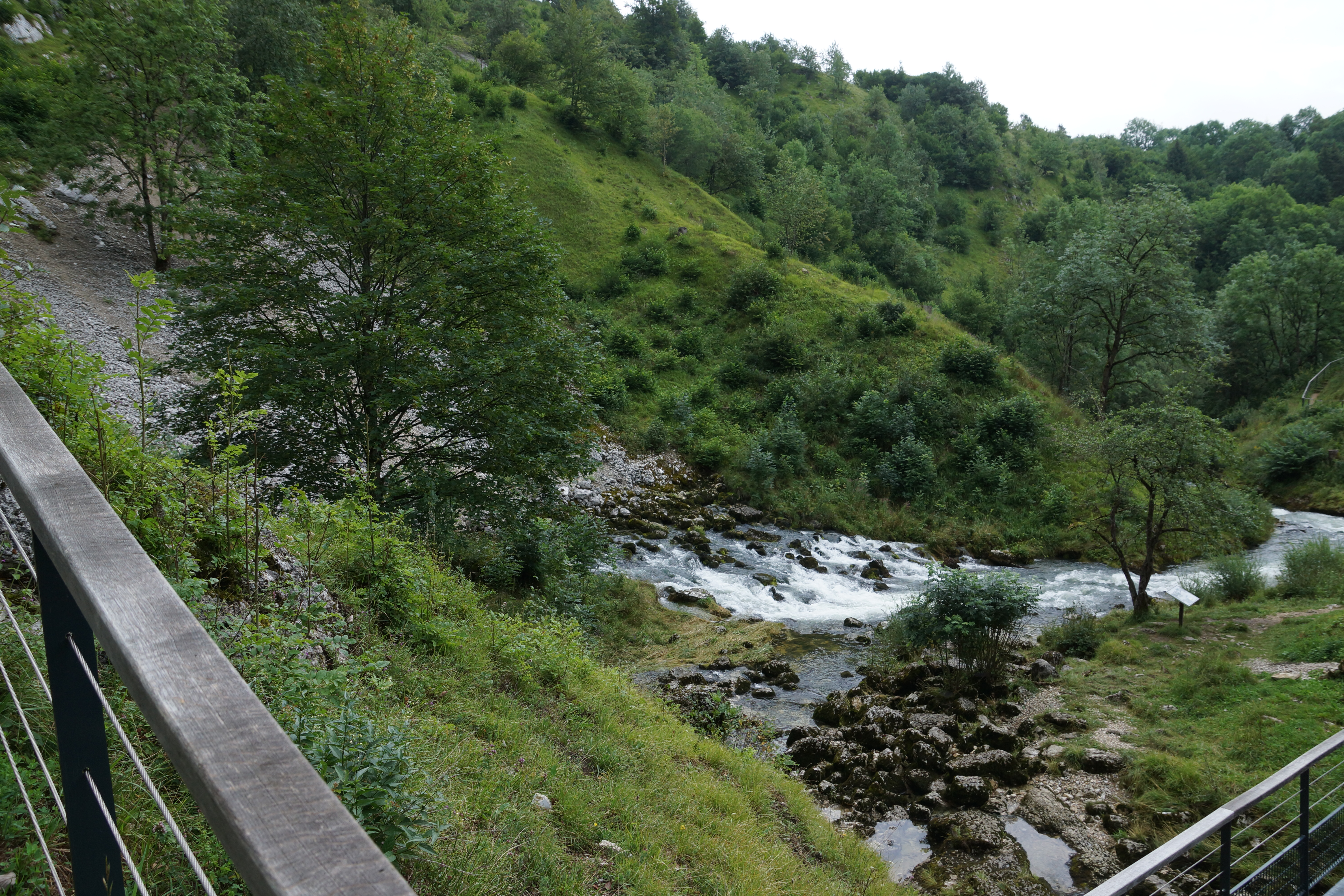
Autre point de vue sur la source de la Saine.
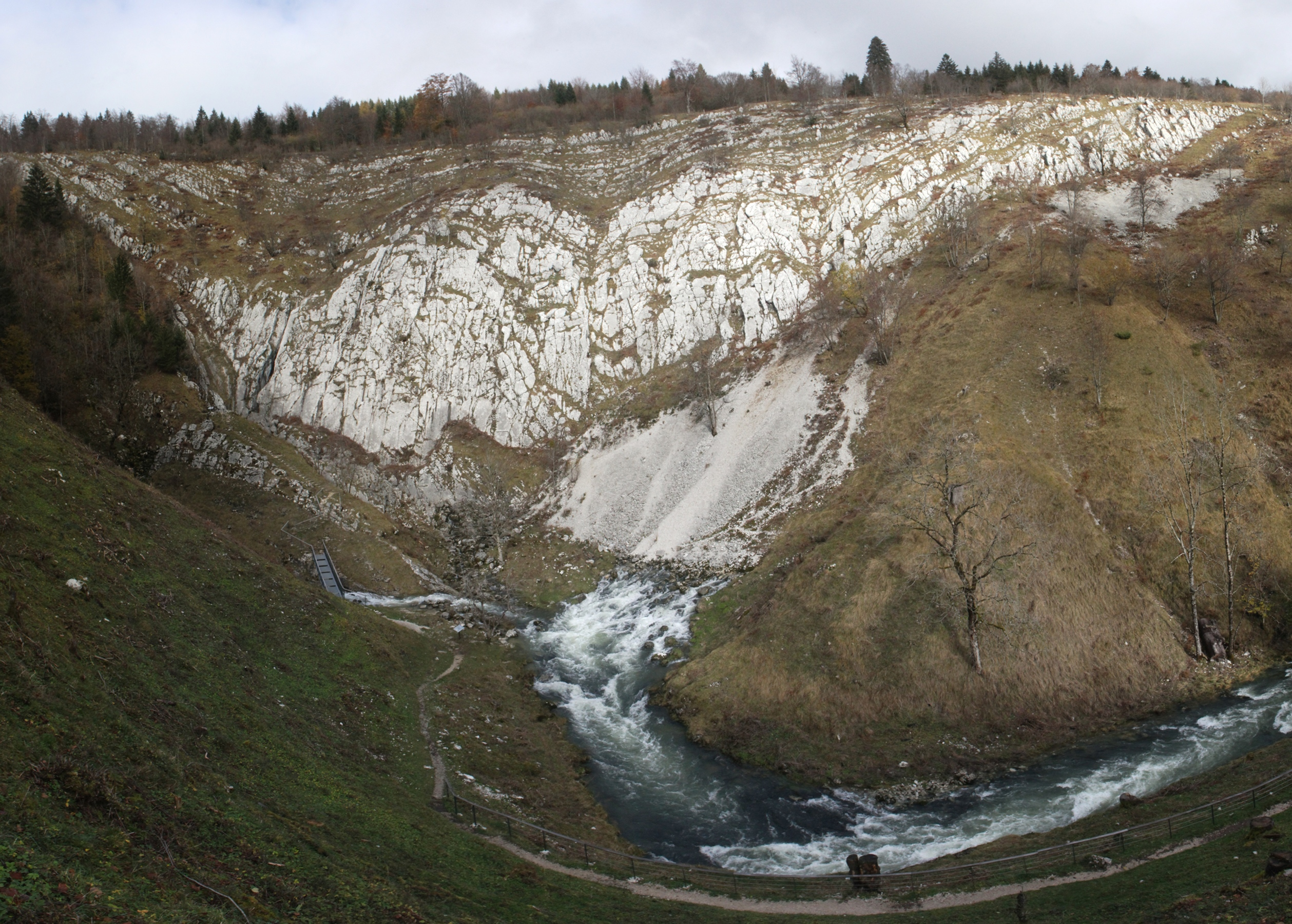
Panorama des sources.